# Czechosłowacki koń zimnokrwisty
Czechosłowacki koń zimnokrwisty – rasa masywnego konia zimnokrwistego pochodząca z Czech (Morawy) i Słowacji. Konie tej rasy używane są do prac leśnych, turystycznie i jako zwierzęta rzeźne.

## Opis
Czechosłowacki koń zimnokrwisty jest koniem wytrwałym, pracowitym z energetycznymi chodami.

## Historia
W połowie XIX wieku na teren północnej i środkowej części Czech sprowadzano konie belgijskie oraz ardeńskie i krzyżowano je z końmi roboczymi będącymi na miejscu. Z kolei na teren górzystych Czech południowych, na część Słowacji i Moraw sprowadzano konie nordyckie. Na początku XX wieku hodowla była na wysokim poziomie i śmiało mogła konkurować z hodowlami koni gorącokrwistych. Po roku 1960 hodowla podupadła, ale po roku 1975 nastąpiła stabilizacja.

## Pokrój
Czechosłowacki koń zimnokrwisty jest typem masywnego konia roboczego. Jego głowa o prostym profilu osadzona jest na szyi średniej długości. Łopatki konia są długie i szerokie. Kłąb jest słabo zaznaczony. Grzbiet u tych koni jest niedługi i nieco łęgowaty. Zad jest nieznacznie ścięty, dobrze umięśniony i często rozłupany. Kłoda w kształcie beczki.

### Kończyny
Nogi u tych koni są raczej suche z mocnymi stawami. Na nogach nieduże szczotki pęcinowe. Okazjonalnie występują zaburzenia w postawie kończyn. Kopyta są zbudowane z twardego rogu.

### Maści
Konie mają zazwyczaj sierść w barwie kasztanowatej, gniadej lub dereszowatej.

## Hodowle
Hodowle koni znajdują się w stadninach w Netolicach i Vítkovie. Hoduje się głównie konie zimnokrwiste w typie norikera.